# Bénézit (Künstlerlexikon)
Der Bénézit ist ein ursprünglich französisches Künstlerlexikon.
Der Kunsthändler Emmanuel Bénézit (1854–1920) begründete 1911, angeregt durch das Allgemeine Lexikon der Bildenden Künstler von der Antike bis zur Gegenwart, das französischsprachige Künstlerlexikon Dictionnaire critique et documentaire des peintres, sculpteurs, dessinateurs et graveurs de tous les temps et de tous les pays. Der erste Band erschien 1911. Das Lexikon behandelt Maler, Bildhauer, Zeichner und Graveure aus allen Ländern und Zeitaltern. Unter dem Namen Bénézit wurde das Werk zum Standardwerk vor allem im französischsprachigen Raum. Es erhielt drei weitere französischsprachige Ausgaben, die jeweils umfangreicher wurden. Die Artikel sind jedoch weitaus kürzer und mit weniger wissenschaftlichem Anspruch als die im Allgemeinen Lexikon der Bildenden Künstler von der Antike bis zur Gegenwart verfasst.

## Ausgaben
Das Dictionnaire Bénézit wurde mehrmals neu aufgelegt und erweitert, alle Auflagen erschienen im Verlag Gründ in Paris.
Der Bénézit wird als Internetdatenbank von Oxford University Press unter oxfordartonline.com weitergeführt.

### Erste Auflage
(Roter Einband) Dictionnaire critique et documentaire des peintres, sculpteurs, dessinateurs et graveurs de tous les temps et de tous les pays.
- Band 1: A.–C. R. Roger et F. Chernoviz, Paris 1911 (Ernest Gründ, Paris 1924, archive.org)
- Band 2: D.–K. R. Roger et F. Chernoviz, Paris 1913 (Ernest Gründ, Paris 1924, archive.org)
- Band 3: L.–Z. Ernest Gründ, Paris 1924 (archive.org).

### Zweite Auflage
(Grüner Einband) Dictionnaire critique et documentaire des peintres, sculpteurs, dessinateurs et graveurs de tous les temps et de tous les pays. Gründ, Paris
- Band 1: Aa–Bonnard. 1948.
- Band 2: Bonnardel–C. 1949.
- Band 3: Da–Forain.. 1950.
- Band 4: Forand–Houdon. 1951.
- Band 5: Houe–Matisse. 1952 (archive.org – 1961, Leseprobe) .
- Band 6: Mato–Poussin. 1953.
- Band 7: Poute–Sny. 1954.
- Band 8: Soane–Z. 1955.

### Dritte Auflage
(Dunkelblauer Einband) Dictionnaire critique et documentaire des peintres, sculpteurs, dessinateurs et graveurs de tous les temps et de tous les pays. Gründ, Paris 1976
- Band 1: AA.–Betto. ISBN 2-7000-0149-4 (archive.org – Leseprobe)
- Band 2: Betto–Chilingovsky. ISBN 2-7000-0150-8 (archive.org – Leseprobe)
- Band 3: Chillida–Duggelin. ISBN 2-7000-0151-6 (archive.org – Leseprobe)
- Band 4: Dughet–Gillet. ISBN 2-7000-0152-4 (archive.org – Leseprobe)
- Band 5: Gillet–Jacobs. ISBN 2-7000-0153-2 (archive.org – Leseprobe)
- Band 6: Jacobs–Loyer. ISBN 2-7000-0154-0 (archive.org – Leseprobe)
- Band 7: Loyet-Lorski–Okasaki. ISBN 2-7000-0155-9 (archive.org – Leseprobe)
- Band 8: O’Keefe–Robbia. ISBN 2-7000-0156-7 (archive.org – Leseprobe)
- Band 9: Robbia–Styppax. ISBN 2-7000-0157-5 (archive.org – Leseprobe)
- Band 10: Styrsky–Zyw. ISBN 2-7000-0158-3 (archive.org – Leseprobe)

### Vierte Auflage
Dictionnaire critique et documentaire des peintres, sculpteurs, dessinateurs et graveurs de tous les temps et de tous les pays. Nouvelle édition entièrement refondue sous la direction de Jacques Busse. Gründ, Paris 1999, ISBN 2-7000-3025-7
- Band 1: Aa–Beduschi. ISBN 2-7000-3026-5.
- Band 2: Beduschi–Burchard. ISBN 2-7000-3027-3.
- Band 3: Burchard–Couderc. ISBN 2-7000-3028-1.
- Band 4: Coudert–Dzwonowski. ISBN 2-7000-3029-X.
- Band 5: Eadie–Gence. ISBN 2-7000-3030-3.
- Band 6: Genck–Herwarth. ISBN 2-7000-3031-1.
- Band 7: Herweg–Koster. ISBN 2-7000-3032-X.
- Band 8: Köster–Magand. ISBN 2-7000-3033-8.
- Band 9: Maganza–Muller-Zschoppach. ISBN 2-7000-3034-6.
- Band 10: Müllert–Pinto Pereira. ISBN 2-7000-3035-4.
- Band 11: Pintoricchio–Rottel. ISBN 2-7000-3036-2
- Band 12: Rottenhamer–Solimena. ISBN 2-7000-3037-0.
- Band 13: Solimena–Valentin. ISBN 2-7000-3038-9.
- Band 14: Valentin–Zyw. ISBN 2-7000-3039-7.

### Englischsprachige Ausgabe
(Blauer Einband) Dictionary of Artists. Gründ, Paris 2006, in englischer Sprache mit über 170.000 Einträgen auf rund 20.000 Seiten, basierend auf der 1999 erschienenen 14-bändigen französischen Ausgabe, überarbeitet, angepasst und aktualisiert, ISBN 978-2-70003070-9
- Band 1: A–Bedeschini. ISBN 2-7000-3070-2 (archive.org – Leseprobe)
- Band 2: Bedeschini–Bulow ISBN 2-7000-3072-9 (archive.org – Leseprobe)
- Band 3: Bülow–Cossin. ISBN 2-7000-3073-7 (archive.org – Leseprobe)
- Band 4: Cossintino–Dyck. ISBN 2-7000-3074-5 (archive.org – Leseprobe)
- Band 5: Dyck–Gémignani. ISBN 2-7000-3075-3 (archive.org – Leseprobe)
- Band 6: Gémignani–Herring. ISBN 2-7000-3076-1 (archive.org – Leseprobe)
- Band 7: Herring–Koonrnstra. ISBN 2-7000-3077-X (archive.org – Leseprobe)
- Band 8: Koort–Maekava ISBN 2-7000-3078-8 (archive.org – Leseprobe)
- Band 9: Maele–Müller. ISBN 2-7000-3079-6 (archive.org – Leseprobe)
- Band 10: Müller–Pinchetti. ISBN 2-7000-3080-X (archive.org – Leseprobe)
- Band 11: Pinchon–Rouck. ISBN 2-7000-3081-8 (archive.org – Leseprobe)
- Band 12: Rouco–Sommer. ISBN 2-7000-3082-6 (archive.org – Leseprobe)
- Band 13: Sommer–Valverane. ISBN 2-7000-3083-4 (archive.org – Leseprobe)
- Band 14: Valverde–Zyw. ISBN 2-7000-3084-2 (archive.org – Leseprobe)